# Ла-Сель (Шер)
Ла-Сель (фр. La Celle) — коммуна во Франции, находится в регионе Центр. Департамент — Шер. Входит в состав кантона Сент-Аман-Монтрон. Округ коммуны — Сент-Аман-Монтрон.
Код INSEE коммуны — 18042.

## География
Коммуна расположена приблизительно в 240 км к югу от Парижа, в 135 км южнее Орлеана, в 36 км к югу от Буржа.
Вдоль юго-западной границы коммуны протекает река Шер.

## Население
Население коммуны на 2008 год составляло 361 человек.
| 1962 | 1968 | 1975 | 1982 | 1990 | 1999 | 2008 |
| ---- | ---- | ---- | ---- | ---- | ---- | ---- |
| 317  | 342  | 264  | 264  | 291  | 328  | 361  |

## Администрация
| Период | Период | Фамилия       | Партия | Примечания |
| ------ | ------ | ------------- | ------ | ---------- |
| 2001   | 2008   | Жан-Луи Салле |        |            |
| 2008   | 2014   | Кристьян Туро |        |            |

## Экономика
Основу экономики составляют лесное и сельское хозяйство.
В 2007 году среди 225 человек в трудоспособном возрасте (15-64 лет) 171 были экономически активными, 54 — неактивными (показатель активности — 76,0 %, в 1999 году было 65,2 %). Из 171 активных работали 147 человек (86 мужчин и 61 женщина), безработных было 24 (12 мужчин и 12 женщин). Среди 54 неактивных 12 человек были учениками или студентами, 24 — пенсионерами, 18 были неактивными по другим причинам.

## Достопримечательности
- Церковь Сен-Блез[фр.] (XII век). Исторический памятник с 1840 года[3]
- Часовня Сен-Сильвен (XV век). Исторический памятник с 1891 года[4]

## Фотогалерея

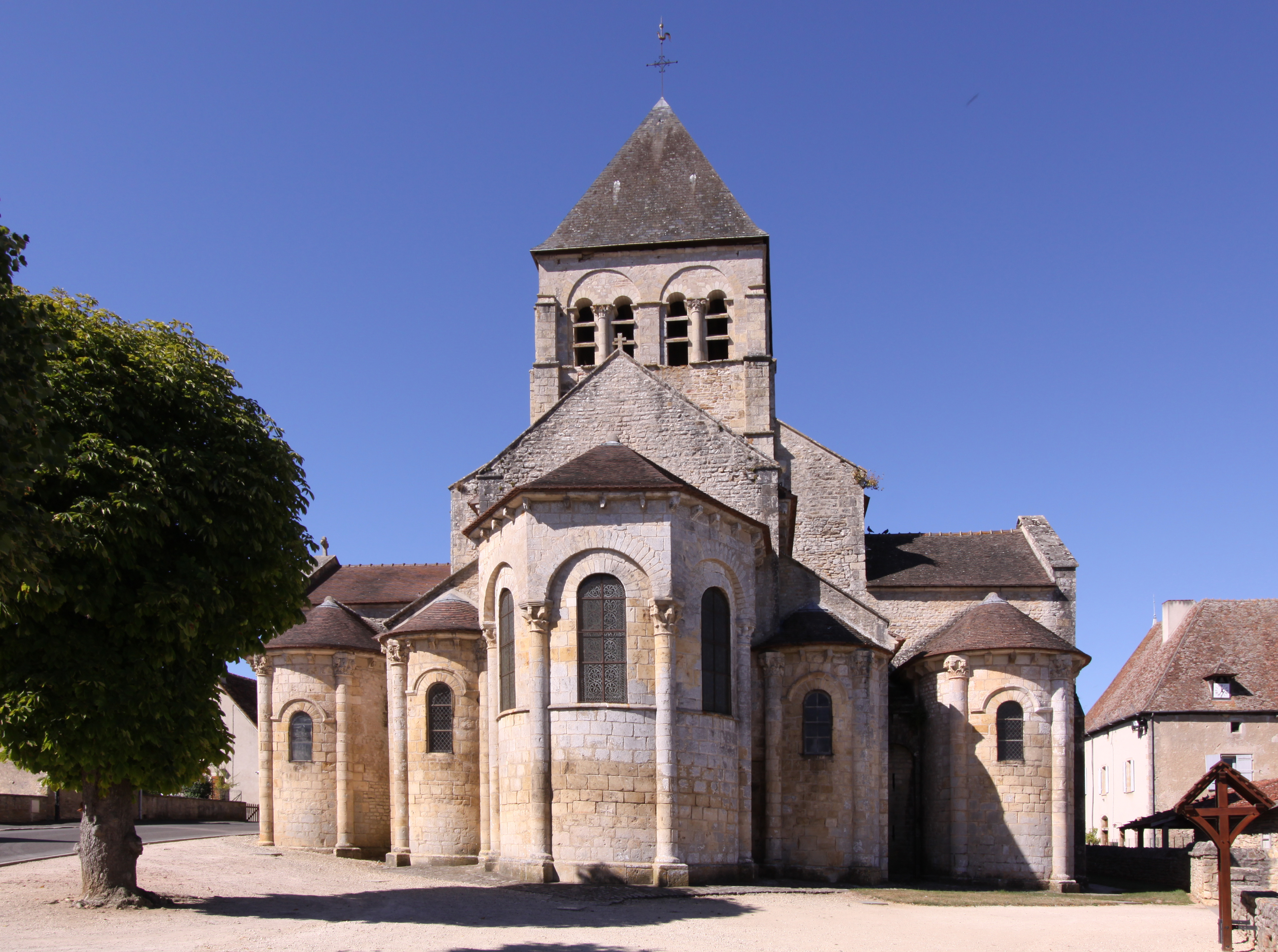
Церковь Сен-Блез
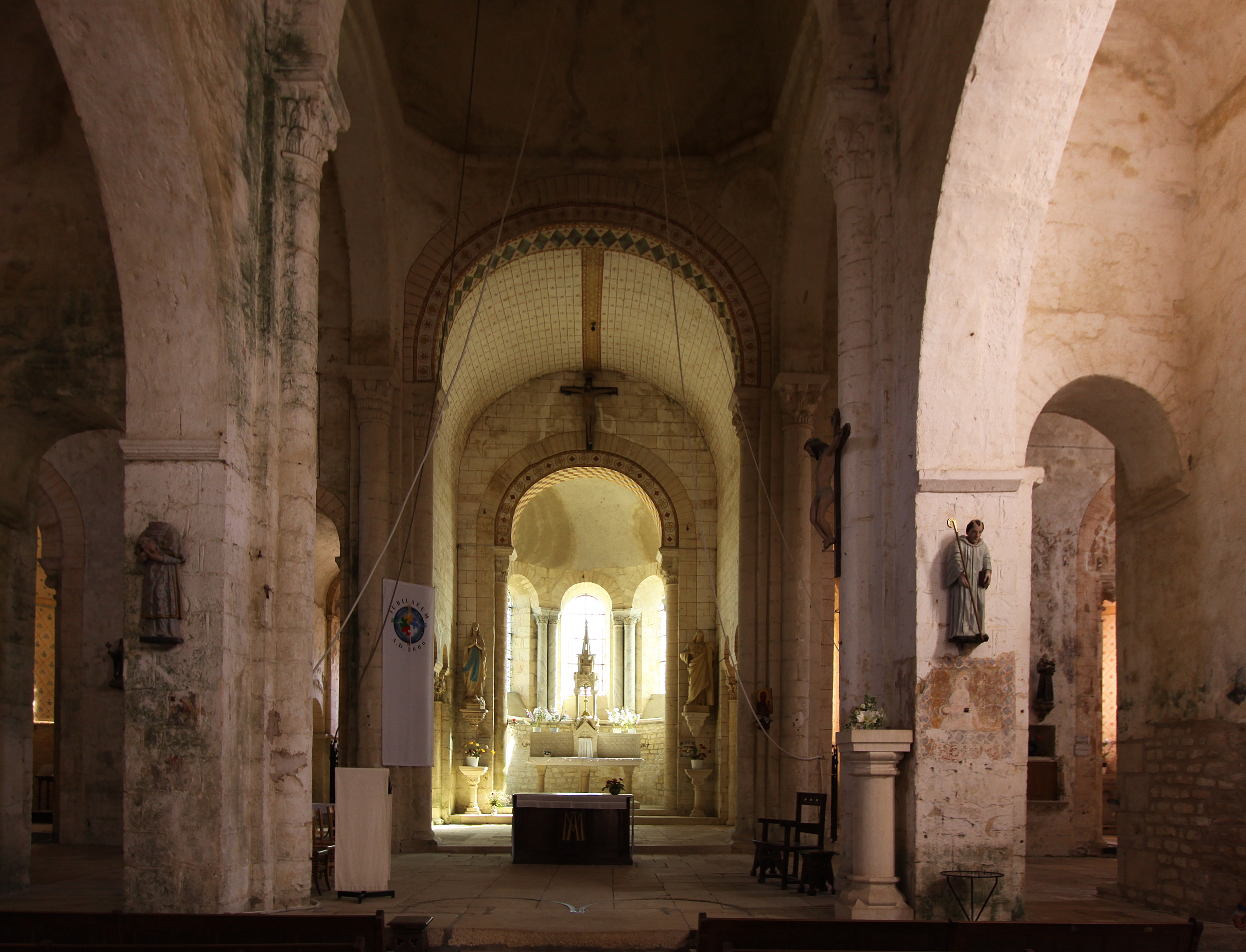
Интерьер церкви Сен-Блез
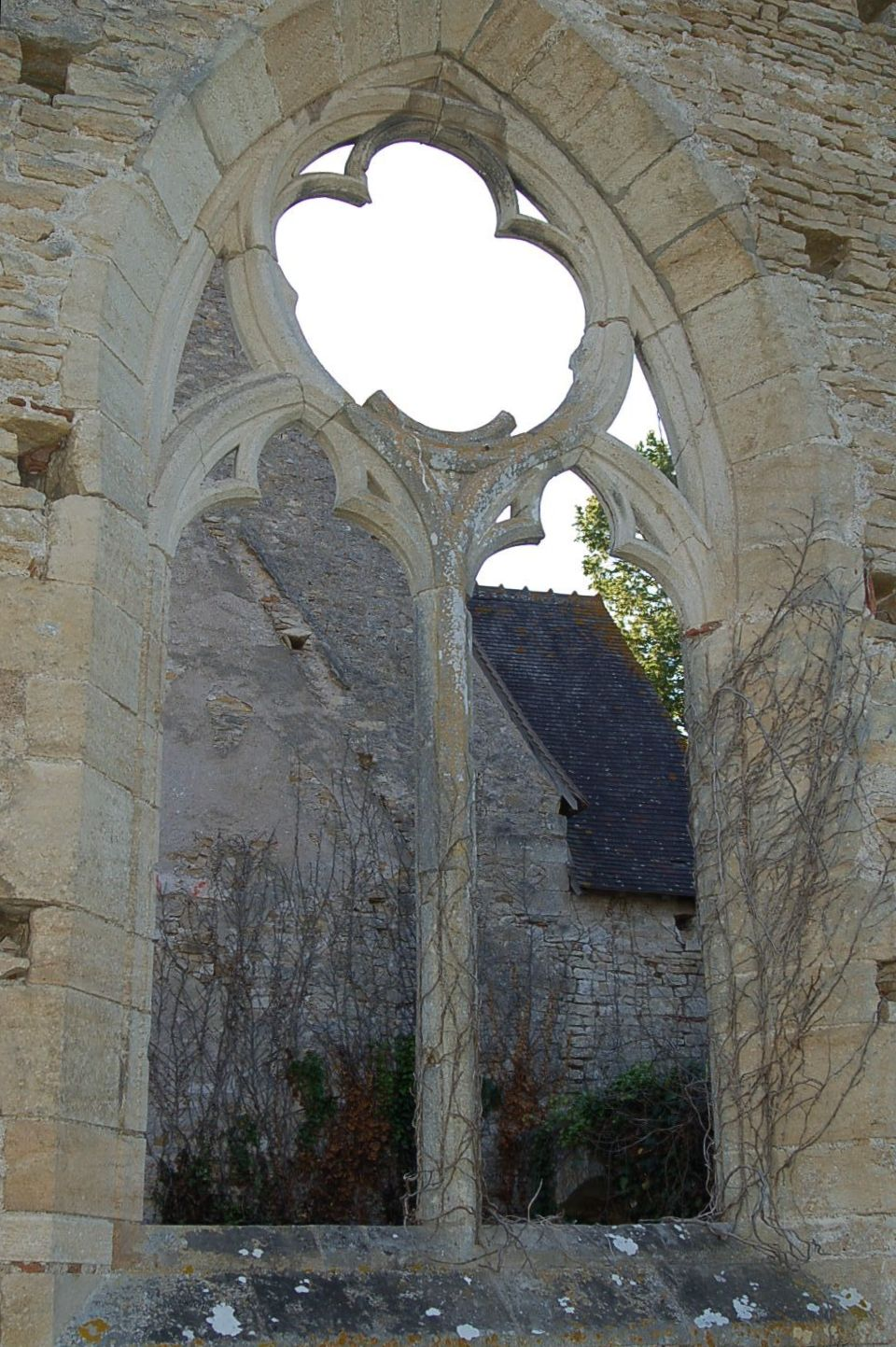
Часовня Сен-Сильвен
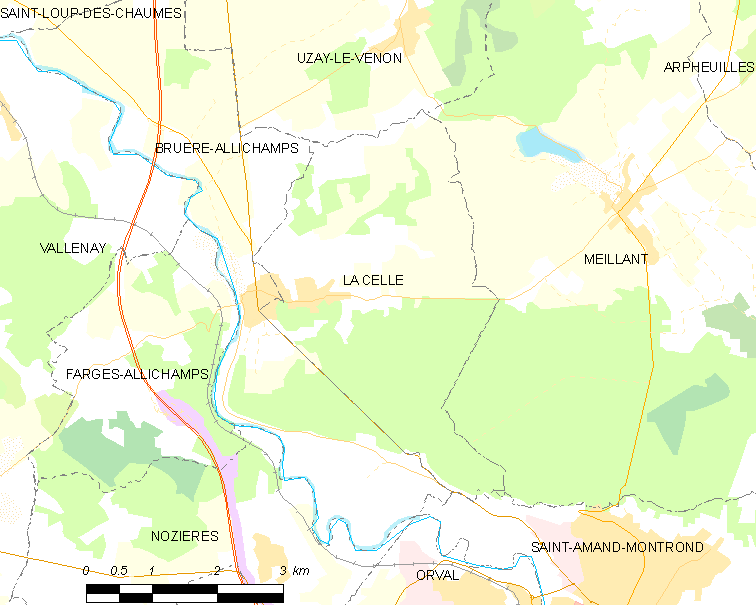
Карта коммуны